# Henri Rousseau
Henri Julien Félix Rousseau, Le douanier, född 21 maj 1844 i Laval, Mayenne, död 2 september 1910 i Paris, var en fransk målare och tulltjänsteman.

## Biografi
Rousseau kategoriseras ibland som särlingskonstnär eftersom han var självlärd och inte deltog i det etablerade konstlivet. Trots att Rousseau aldrig reste utomlands, så är hans favoritmotiv djungeln. Han använder sig av ett stort antal gröna nyanser, fler än 50, för att avbilda denna djungel.
Rousseau är en av de mest välkända naiva målarna. Han blev dock erkänd först efter sin död. Bland annat fick han mycket uppmärksamhet av de franska surrealisterna, vilket förmodligen ledde till att konstvärlden i stort fick upp ögonen för hans konst. Han kallas ofta för Le douanier (tulltjänstemannen), eftersom han försörjde sig som sådan.
Rousseau började inte måla förrän han var i 40-årsåldern. Han använde sig av relativt billiga färgpigment, troligen av ekonomiska hänsyn. Rousseau använde sig av en målningsteknik där lager lades på lager. Först målade han himlen, och byggde sedan på med ytterligare lager, för att vanligen avsluta med en människa eller ett djur i förgrunden.
Rousseau var son till järnvaruhandlaren Julien Rousseau och dennes hustru Eleonore i staden Laval i norra Frankrike. 1869 gifte han sig med den då 18-åriga Clémence Boitard (1850–1888), tillsammans fick de nio barn. Endast dottern Julia överlevde fadern. Efter hustruns död förtidspensionerade Rousseau sig, och ägnade sig i allt större utsträckning åt konsten. 
Rousseau är representerad vid bland annat Göteborgs konstmuseum med Landskap med vattenkvarn, en av konstnärens tidigaste målningar (1879), samt vid Metropolitan Museum of Art, Museum of Modern Art, National Gallery of Art, Israel Museum, Tate Modern, Minneapolis Institute of Art, Philadelphia Museum of Art, Solomon R. Guggenheim Museum, Art Institute of Chicago, Cleveland Museum of Art, National Gallery of Victoria, Städelsches Kunstinstitut, J. Paul Getty Museum och Centre Georges-Pompidou.

## Målningar

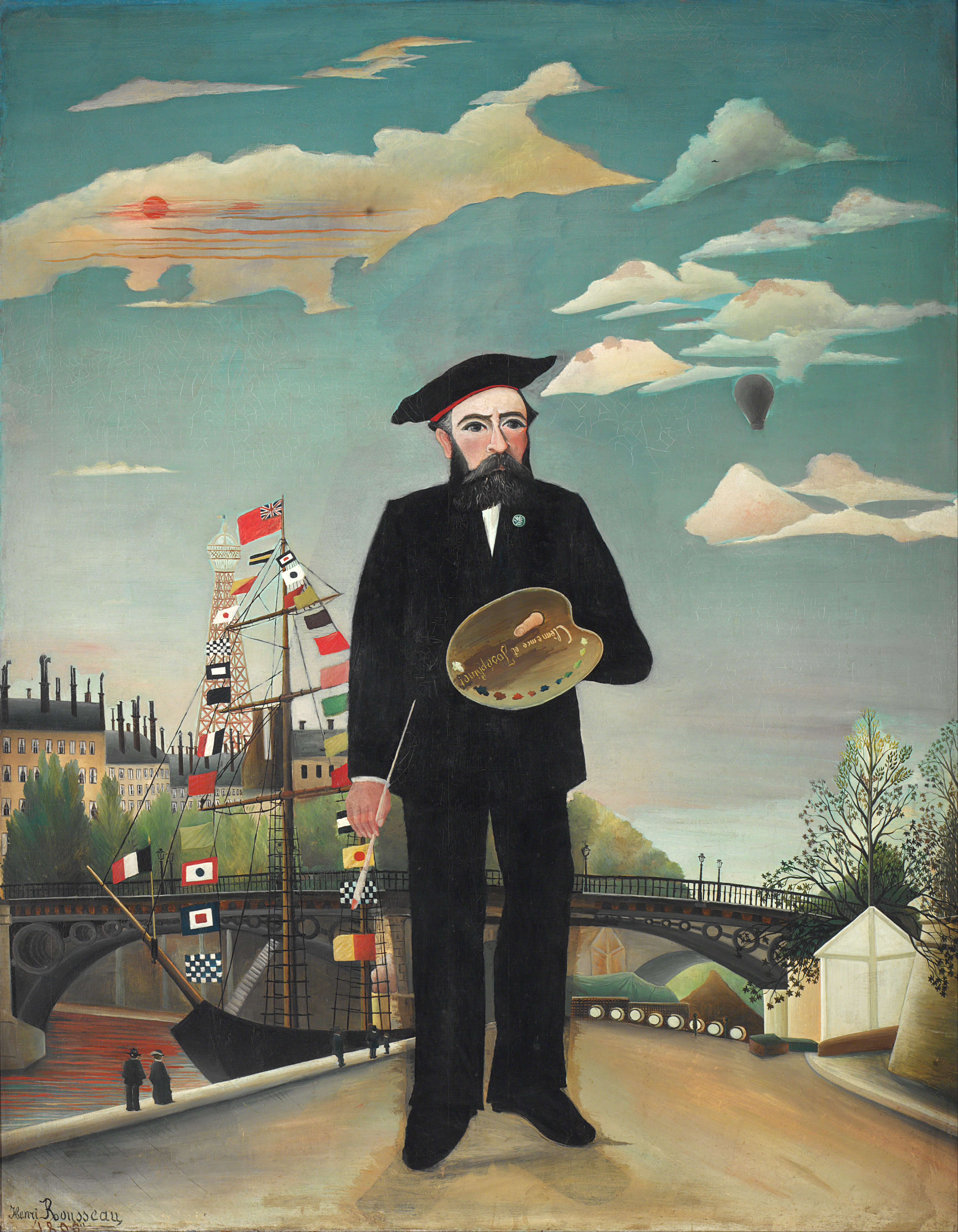
Henri Rousseaus självporträtt Jag själv: Porträtt–Landskap från 1890. Nationalgalleriet i Prag.
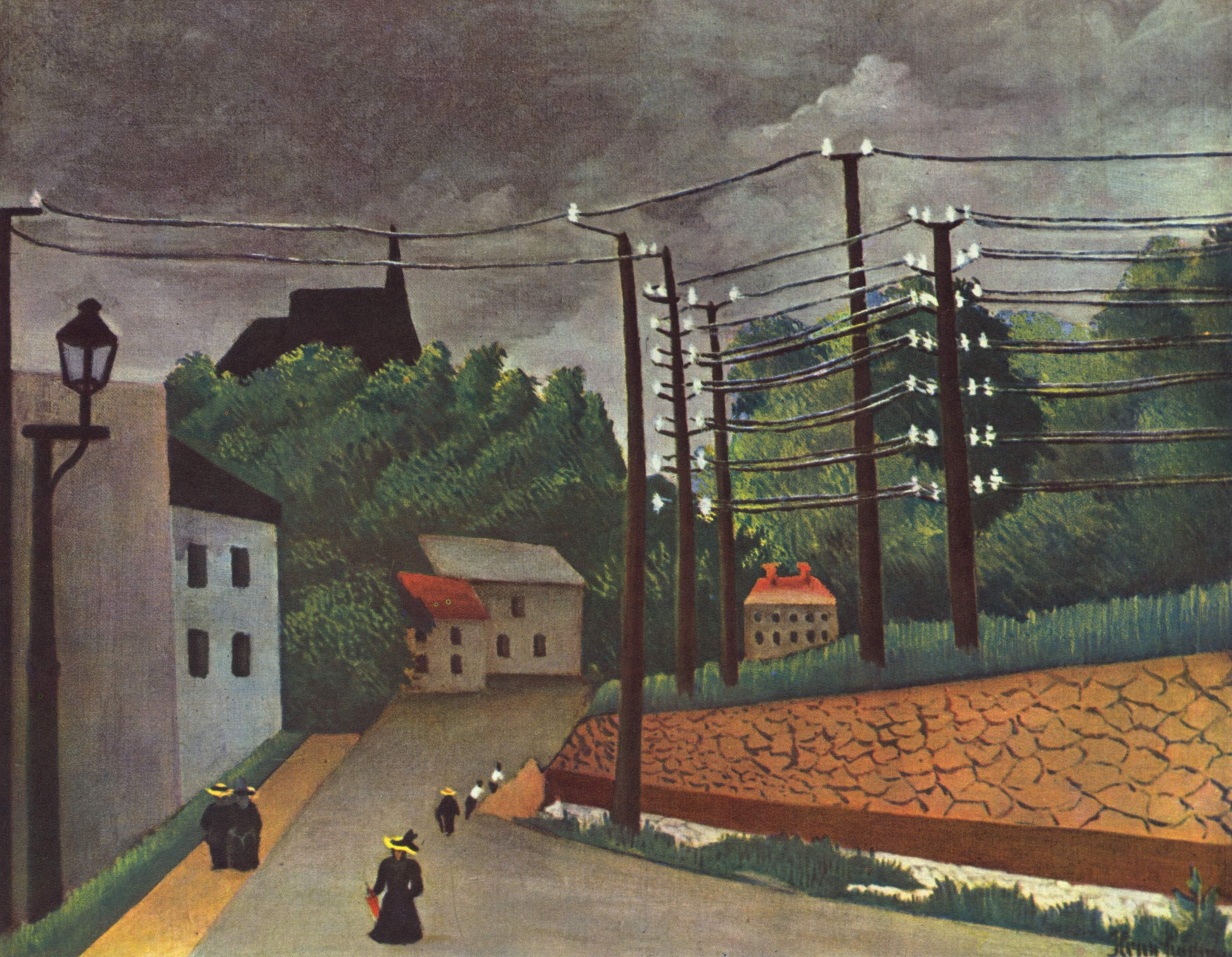
Malakoff från 1898.
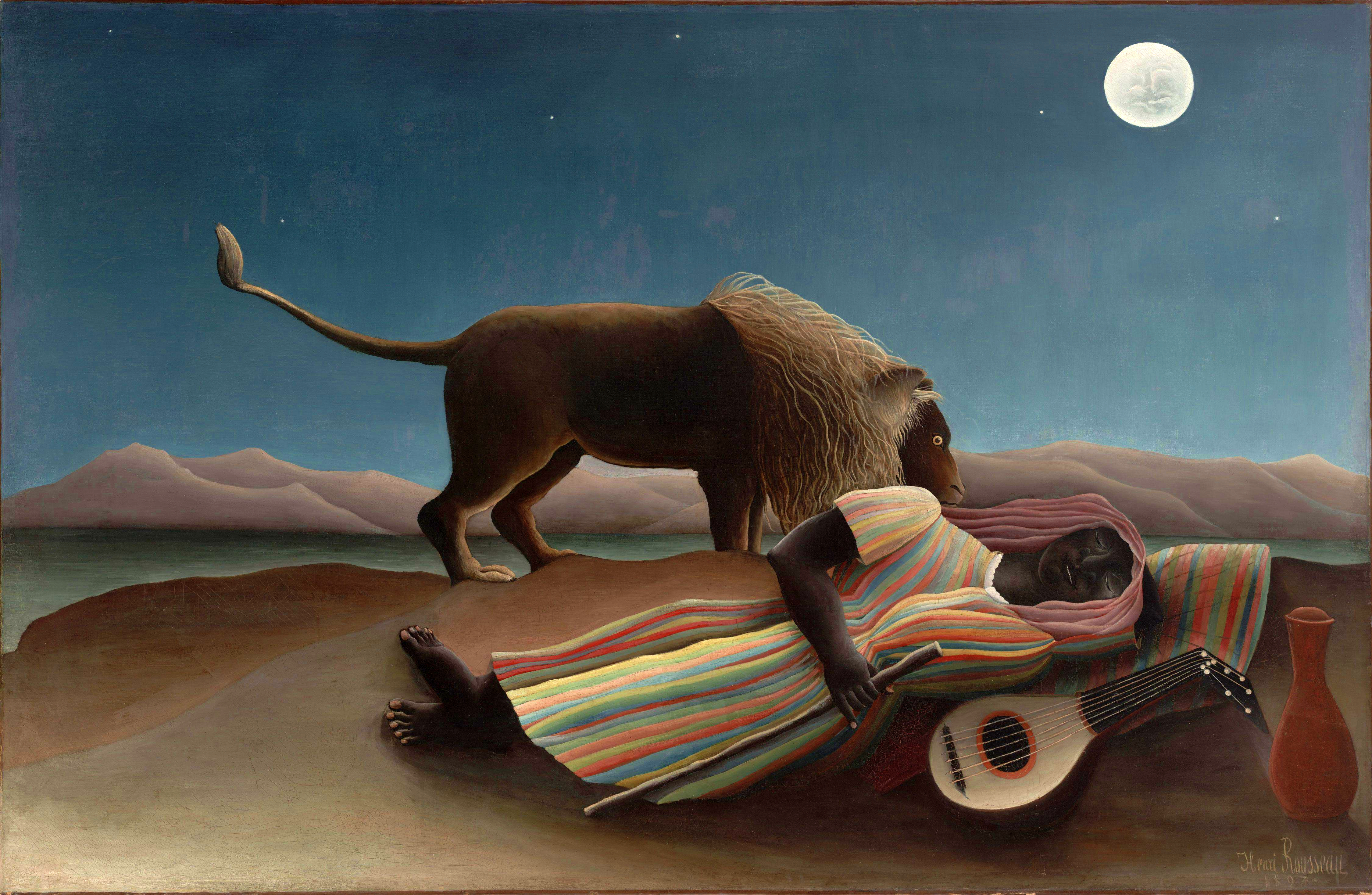
Sovande zigenerska från 1897. Museum of Modern Art
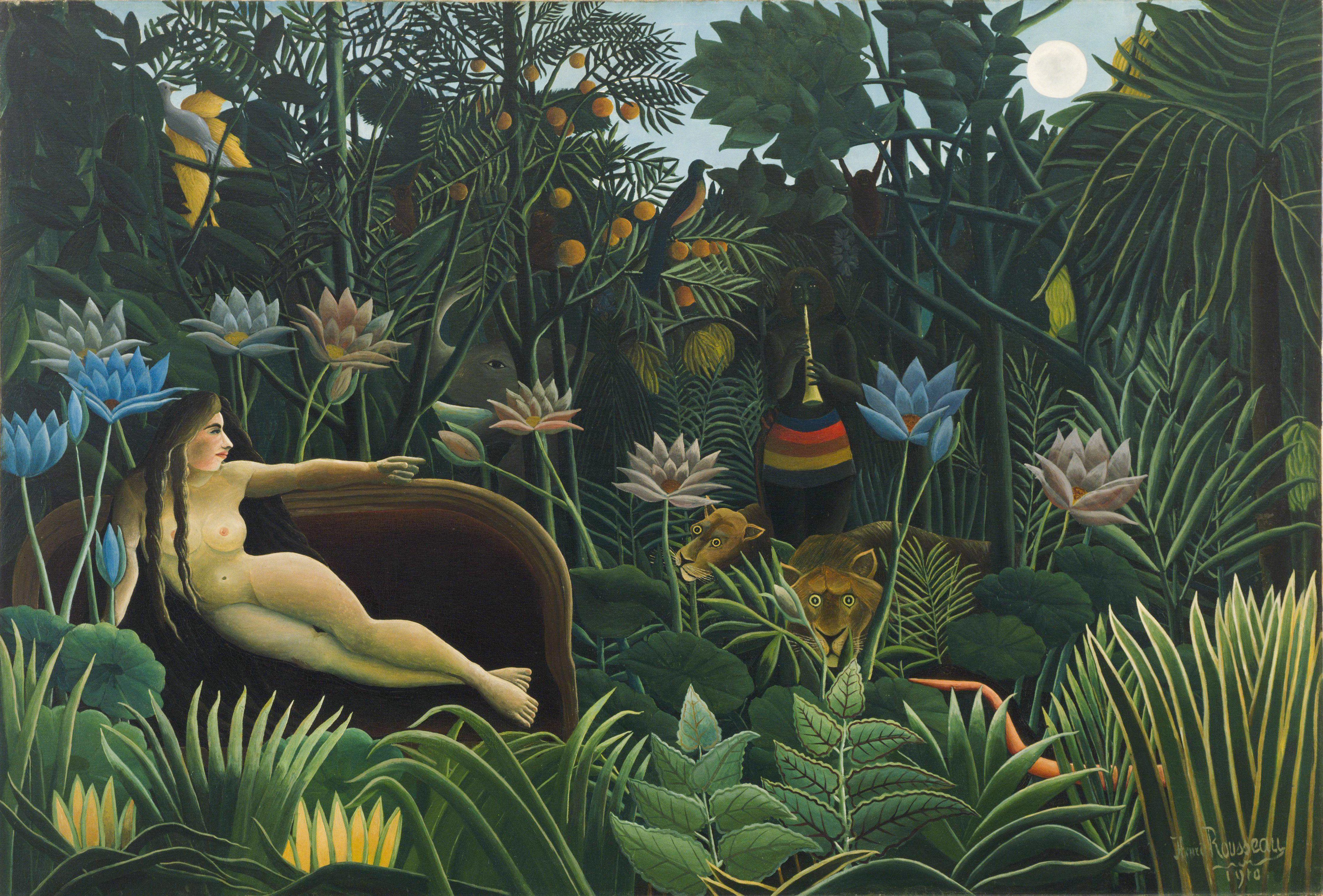
Drömmen från 1910. Museum of Modern Art.

## Eftermäle
Asteroiden 12261 Ledouanier är uppkallad efter honom.